# Fischbach (Merzhausen)
Koordinaten: 50° 49′ 59″ N, 9° 13′ 3″ O
Fischbach ist eine Wüstung in der Gemarkung von Merzhausen, einem Ortsteil der Gemeinde Willingshausen im nordhessischen Schwalm-Eder-Kreis.
Sie befindet sich auf 271 m Höhe über NHN etwa 2 km südlich von Merzhausen und 2 km nördlich von Fischbach im sogenannten Klausenfeld westlich des Fischbachs, der bei Merzhausen in die Antreff mündet.
Der Ort gehörte zum Gericht auf den Wasen und wurde in den Jahren 1360/1367 als „Vyschbach“, als „Nydern Fispach“ und als „Nidern Vischbach“ erstmals urkundlich erwähnt, als Graf Gottfried VII. von Ziegenhain den Herren Kuppel diese „villa“ verpfändete. In Synodalregistern des 15. Jahrhunderts wird auch ein „superiori Fischelnbach“ (Oberfischbach) gemeinsam mit Merzhausen genannt, danach allerdings nicht mehr. Der Ort, landgräfliches Lehen der Schetzel, lag im Jahre 1508 wüst, war aber in der Folge wohl noch einmal zumindest zeitweise bewohnt, denn er wurde 1580 als partiell oder temporär wüst bezeichnet. 1640 wurde er dann letztmals schriftlich erwähnt und endgültig als wüst bezeichnet. Die Gemarkung wurde danach von Merzhausen aus bewirtschaftet.